# Aflatoxicosis

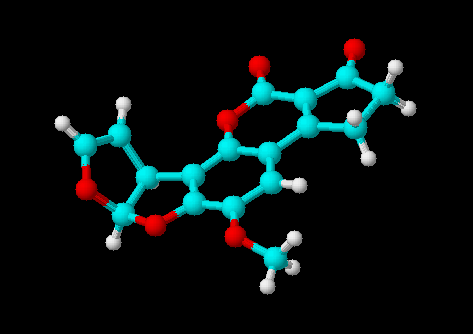
Aflatoxina en 3D

Aflatoxicosis es la enfermedad causada por el consumo de sustancias o comida contaminada con aflatoxinas (Dhanasekaran et al, 2011).
Las aflatoxinas son micotoxinas producidas en pequeñas concentraciones por hongos del género Aspergillus. Los síntomas de la aflatoxicosis son graves, incluyen necrosis hemorrágica del hígado, edema y letargo (Cullen y Newberne, 2003).
Patos, gatos y lechones son muy susceptibles, perros y pavos son moderadamente susceptibles, mientras que las ovejas y las gallinas son menos susceptibles, medido por el criterio de una dosis oral única (Goldblatt, 1969). Los seres humanos adultos generalmente tienen una alta tolerancia a las aflatoxinas, sin embargo se han dado casos de muerte por intoxicaciones agudas, generalmente en niños (Cullen y Newberne, 1993).

## Aflatoxicosis en Humanos.
Las aflatoxinas se consideran un agente promotor de cáncer de hígado, la exposición crónica a la aflatoxina puede aumentar también el riesgo de desarrollar cáncer de pulmón, sobre todo en trabajadores que manejan grano contaminado. (Kelly et al, 1997).
El riesgo de cáncer debido a la exposición a aflatoxinas está bien establecido (Gorelick et al, 1993) y se basa en la dosis acumulativa durante el periodo de vida. Se han identificado a las aflatoxinas como carcinógenos de clase 1, por lo cual existe una regulación sobre las concentraciones máximas autorizadas en los productos alimenticio, tanto en Estados Unidos como en Europa y otros países (20 ppb en los granos y 0,5 ppb en la leche y 4 ppb en los alimentos en algunos países europeos (Henry et al, 1999)). 
La información en humanos es limitada, se han producido intoxicaciones masivas de humanos en varios países del mundo, como India y Kenia, con altas concentraciones de aflatoxinas tanto en orina como en sangre (Eaton et al, 1994) (Maxwell, 1988). En la India se dice que al menos 400 personas fueron afectadas por el consumo de maíz infectado, provocando la muerte de 104 personas; en Kenia 12 personas también murieron por consumo elevado de las toxinas (Van Egmond, 1989) (Mehan et al, 1991).

## Aflatoxicosis en Bóvidos (Vacas).
Las aflatoxinas reducen el crecimiento del ganado e incrementan los requerimientos de proteína en la dieta, pero se ha demostrado que se degrada rápidamente en el rumen, por lo que se cree que tiene limitadas consecuencias, a menos que sea consumida por becerros jóvenes pre rumiantes. Información publicada indica que los rumiantes tienen una alta capacidad ruminal para hidrolizar las aflatoxinas a un metabolito no tóxico o menos tóxico. Esto parece ser una de las razones para la relativa resistencia de los rumiantes a los efectos tóxicos de las aflatoxinas en comparación con los monogástricos (Black, 1992).

### Efectos de las aflatoxinas en la leche.
Las aflatoxinas se metabolizan y se excretan en la leche. Se ha investigado (Veldman, 1992) (Chopra, 1999) (Veldman) la relación entre la ingesta de aflatoxinas en la alimentación de ganado lechero y los posteriores niveles de aflatoxinas en la leche, en función de las aflatoxinas en el nivel total de alimentación, la ingesta diaria de aflatoxinas y estado de lactación. Sin embargo, no se ha podido unificar las diferentes investigaciones y explicar observaciones comunes. 
Los límites de contaminación por aflatoxinas (tasa o nivel de concentración) en la leche, dependen de la raza de la vaca, la fuente de contaminación y la composición total de los piensos. Varios autores han realizado diferentes recomendaciones, por ejemplo que el nivel de contaminación del concentrado no debe exceder los 4.3 mg, en comparación con el límite actual de la Unión Europea de 5 mg (Texas A&M University Aflatoxin Resource).

## Aflatoxicosis en Équidos (Caballos).
Los équidos tienen una mayor susceptibilidad que los rumiantes. La aflatoxicosis puede verse implicada en procesos patológicos como cólicos, alteraciones neuromusculares, parálisis, hipersensibilidad, alteraciones de los órganos internos, disminución de la tasa de crecimiento, disminución de la fertilidad e incluso mortalidad. (Meedink, 2002).
Presentan signos clínicos no específicos, tales como falta de apetito, depresión, fiebre, temblores, ataxia y tos (Larsson, 2003). Hallazgos en las autopsias incluyen hígado de color amarillo-marrón con necrosis centrolobulillar, ictericia, hemorragia, exudados traqueales y orina de color marrón (Angslibhakorn, 1981) (Cysewski, 1982) (Bortell, 1983) (Vesonder, 1991).
La información existente de la aflatoxicosis en el caballo no es concluyente, a pesar de que se ha demostrado que una concentración total en la dieta de 500-1000 mg/kg induce cambios clínicos y daño al hígado, dependiendo de la duración de la exposición (Black, 1992).
Los caballos afectados con aflatoxinas, ya sea de forma natural y/o experimental, muestran signos de daño hepático (en particular en los caballos jóvenes) en los estudios experimentales (Cysewski, 1982). Existe muy poca información disponible sobre la susceptibilidad de los ponis y otros équidos.

## Aflatoxicosis en Porcinos (Cerdos).
Los signos clínicos aparecen dentro de las seis semanas que siguen a la alimentación con ingredientes contaminados. Su incidencia puede ser alta en aquellos países en que las harinas de maíz y maní constituyen ingredientes comunes de la alimentación de los animales. Los animales expuestos a una alimentación deficitaria en proteínas son más sensibles a la acción patógena de las aflatoxinas que aquellos que disponen de una alimentación bien balanceada. Todos los cerdos son susceptibles a esta enfermedad, pero esta susceptibilidad es mayor en los animales jóvenes. Por su similitud clínica a la Peste Porcina Clásica (PPC) se requiere el diagnóstico diferencial.
La aflatoxicosis se caracteriza porque el desarrollo y crecimiento de los animales disminuye, la eficiencia en la conversión alimenticia está reducida, el pelaje de los animales se observa hirsuto, hay inapetencia, se puede reducir la producción de leche de las madres, los lechones lactantes se pueden desarrollar lentamente a causa de las aflatoxinas en la leche, la espalda de los animales está arqueada, tienen apatía, ictericia, ataxia, convulsiones y la muerte se puede producir en un periodo de 3 a 10 días (ocasionada por una hepatitis aguda) (FAO).
En la necropsia, el hígado de los cerdos que recibieron niveles tóxicos de AFB1 en sus raciones, varían entre el amarillo oscuro y pálido con las vesículas biliares atrofiadas, los hígados contienen un aumento del tejido conectivo fibroso con resistencia a cortes (FDA, 1979).
La DL50 en cerdos jóvenes se determinó como 0.8 mg/kg (Jones y Jones, 1978). Las cerdas adultas y los verracos normalmente toleran niveles mayores a 0.5 ppm en sus alimentos, durante cortos períodos de tiempo. Pero cuando se les alimenta por periodos más amplios, los niveles de contaminación no deben exceder las 0.1 ppm (Blaney y Williams, 1991)

## Aflatoxicosis en Cánidos (Perros).
La aflatoxicosis canina fue reportada por primera vez en 1952 por Seibold y Bailey quienes describieron una enfermedad del hígado llamada hepatitis “x” que fue observada en perros alimentados con comida contaminada con moho (Rumbeiha, 2001). La aflatoxina ha sido previamente detectada en la mayoría de marcas comerciales de comida para mascotas, incluida la comida para perros (Scudamore et al, 1997). Los dos casos más recientes de aflatoxicosis en perros debido a alimentos se presentaron en Estados Unidos en 1998 y 2005, fueron los brotes más extendidos y ocurrieron debido a contaminación con maíz mohoso en marcas comerciales de comida para perros (Stenske et al, 2006).
En perros, las aflatoxicosis aguda y subaguda son las formas de envenenamiento más frecuentemente reportadas, y la mayoría dio como resultado daño hepático. Los síntomas clínicos más comunes de aflatoxicosis en perros, incluyen ictericia, hematemesis, hematoquecia, hemorragia difusa y ascitis (Chaffee et al, 1969).
Los perros son considerados altamente sensibles a la aflatoxina, en parte, debido a su inherente, relativamente bajo, nivel de glutatión hepatocelular, y la DL50 reportada es de 0.5 a 1 mg/kg.

## Aflatoxicosis en Ovinos y Caprinos (Ovejas y Cabras).
Anorexia, depresión e ictericia fueron síntomas observados en cabras y ovejas expuestas a aflatoxinas. Las cabras también desarrollaron secreción nasal y en las ovejas se observó orina de color café oscuro (Abdelsalam et al, 1989) (Samarajeewa et al, 1975).
Dosis de aflatoxinas con una tasa de 0.23 mg/kg provocan anorexia y diarrea, cuando la dosis es de 0.59 mg/kg o más, se presenta salivación excesiva, taquipnea y fiebre, mientras que la disentería y diarrea con mucosidades se presentan con dosis de 1.28 a 2 mg/kg. (Armbrecht et al, 1970). La intoxicación aguda se presenta con dosis de 4 mg/kg mostrando síntomas como anorexia, diarrea, salivación excesiva, fiebre y muerte (Wylie y Morehouse, 1977).

## Aflatoxicosis en Animales Salvajes.
Los síntomas clínicos de aflatoxicosis en especies silvestres varían de acuerdo a la dosis recibida, el tiempo de exposición y la especie en cuestión. El consumo de aflatoxinas por poco tiempo o en dosis bajas puede resultar en reducción de la eficiencia alimentaria, pérdida de peso, falta de apetito y un incremento en la receptividad de enfermedades contagiosas secundarias. Puede haber lesiones en el hígado y otros órganos, y el fluido se puede acumular en la cavidad corporal (Dhanasekaran et al, 2011).
Los efectos tóxicos pueden dividirse en exposiciones agudas, subagudas y crónicas (Stewart y Larson, 2002) Los efectos agudos se reflejan en severas enfermedades del hígado. Los animales parecen anémicos y pueden exhibir dificultades para respirar. Además, la muerte repentina sin síntomas clínicos visibles suele ocurrir, sin embargo, los efectos subagudos pueden permitir a los animales vivir por un periodo más largo de tiempo. Estos animales tienen ojos amarillos, membranas mucosas o piel amarillenta junto con anormalidades en la coagulación sanguínea; también pueden observarse moretones, sangrado de nariz y hemorragias. Los efectos crónicos generalmente se relacionan con insuficiencia hepática.

## Aflatoxicosis Aviar (Aves de Corral).
En brotes de aflatoxicosis, una de las características más destacadas es la mala absorción de alimento que se manifiesta por la presencia de partículas mal digeridas de alimento balanceado en las excretas de las aves, fenómeno asociado con esteatorrea o aumento de la excreción de lípidos. La esteatorrea presente en la aflatoxicosis puede ser severa, con incremento de hasta diez veces del contenido de grasa en las heces (Leeson et al, 1995).
La aflatoxicosis en las aves se presenta bajo dos formas clínicas, que se conocen como aflatoxicosis aguda y crónica (Smith y Hamilton, 1970) (Thaxton et al, 1974). La forma aguda es reconocida como una enfermedad hepatotóxica violenta, clínicamente caracterizada por depresión, anorexia, ictericia y hemorragia. Histológicamente evidencia necrosis peri-portal asociada con la proliferación e hiperplasia de los conductos biliares, degeneración vacuolar de hepatocitos y esteatosis hepática conocida como hígado graso (Thaxton et al, 1974) (Espada et al, 1992) (Oguz et al, 2000) (Pier, 1992).) La aflatoxicosis crónica, resulta de la ingesta constante de bajos niveles de la toxina y trae como consecuencias: disminución en la ganancia de peso y consumo de alimento, incremento de la conversión alimenticia y comprometimiento de la respuesta inmunológica del ave (Doerr et al, 1983) (Sklan et al, 2001) (Smith y Ross, 1991).
La sensibilidad a los efectos tóxicos de las aflatoxinas varía considerablemente entre las especies animales. Inclusive entre individuos de una misma especie, la relación dosis-respuesta puede variar de acuerdo con raza, sexo, edad y composición de la dieta, entre otros factores. Para muchas especies, los machos son más susceptibles que las hembras, mientras que en general, la sensibilidad es acentuadamente mayor en los jóvenes que en los adultos, especialmente los pavos y patos (Leeson et al, 1995).
Estudios recientes comprobaron la diferencia de susceptibilidad de pollos de engorde a las aflatoxinas según la edad de estas aves, indicando que aves más jóvenes presentan mayores daños en su desarrollo comparado con las aves de más edad (Mariani, 1998).

### Efectos en pollos de engorde.
Las aves de corral están expuestas a las aflatoxinas al consumir alimentos fabricados con materias primas contaminadas (Chang y Hamilton, 1979). Otro efecto clínico y fisiológico grave de las aflatoxinas es la inmunodepresión que causan y que enmascaran el problema porque las aves pueden presentar cuadros diversos causados por diferentes agentes infecciosos. Este efecto inmunodepresor es causado por la inhibición de la síntesis proteica interrumpiendo la síntesis de ADN y ARN (Sharma, 1993).
La inmunosupresión inducida por la aflatoxicosis, afecta al ave en su capacidad de sintetizar anticuerpos, sustancias humorales como: citosina, interferón y proteínas del sistema complemento, afectando además el número y funcionalidad de los glóbulos blancos, disminuyendo la capacidad quimiotáxica y fagocítica de heterófilos, monocitos y macrófagos (Leeson et al, 1995) (Sharma, 1993) (Azzam y Gabal, 1998) (Corrier, 1991) (Pier y Mcloughlin, 1985) (Pier et al, 1980). Estas alteraciones disminuyen la capacidad de ofrecer resistencia a las enfermedades (Pier, 1992).
En pollos de engorde, la esteatorrea está acompañada por una reducción en las actividades específicas y totales de la lipasa pancreática, principal enzima digestiva de las grasas y por la reducción de las sales biliares necesarias tanto para la digestión como para la absorción de grasas, llevando a esteatosis hepática. Se observa también palidez de las mucosas y patas, en pollos y ponedoras que reciben alimento balanceado contaminado con aflatoxinas, siendo la aflatoxicosis identificada como “síndrome del ave pálida” (Leeson et al, 1995). De igual manera produce disminución de la resistencia al estrés y a las infecciones, disminución de la tasa de crecimiento, disminución del tamaño de los huevos, alteraciones hepáticas, alteraciones renales, alteraciones óseas, alteraciones de la coagulación sanguínea, alteraciones en los niveles de vitaminas D, A y E (Sharma, 1993).

### Efectos sobre la producción de huevos.
Además de la merma en la producción de huevos, la aflatoxicosis también induce a la reducción del tamaño de los huevos, así como a la reducción proporcional en el tamaño de las yemas, debido a los daños causados en la síntesis proteica y lipídica. A pesar de ello, la deposición de calcio en la cáscara de los huevos en sí misma no se ve afectada (Giacomini et al, 2006).
La resistencia de la cáscara aumenta cuando las aves consumen aflatoxinas ya que la reducción en la cáscara de esos huevos no tiene la misma proporción que la reducción que ocurre en la clara y en la yema. Este aumento del espesor de la cáscara puede afectar la eclosionabilidad debido a la reducción de los intercambios gaseosos entre el embrión y el ambiente. La mortalidad embrionaria en huevos de reproductoras intoxicadas con aflatoxinas ocurre por estas sustancias. En casos de aflatoxicosis, los picos de mortalidad embrionaria ocurren en el tercio final de la incubación, pues los metabolitos de las aflatoxinas están concentrados en la yema, la que es utilizada por el embrión como fuente energética en este período del proceso de incubación. (Giacomini et al, 2006).
El diagnóstico de los trastornos causados por las aflatoxinas sobre la producción de huevos es posible solamente luego de algunos días o semanas. La presencia de folículos preovulatorios, formados antes del consumo de la micotoxina en el tracto reproductivo de las aves, justifica la respuesta tardía. La reducción de la producción de huevos está precedida por la reducción en los niveles sanguíneos de proteínas y lípidos. Ponedoras que consumen una dieta conteniendo 5 ppm de aflatoxinas durante 4 semanas, pueden presentar reducción en la producción de huevos a partir del octavo día, llegando a una reducción de la producción del orden del 35% una semana luego de la retirada de la micotoxina de la dieta (Rosa et al, 2001).

## Aflatoxicosis en Peces
Los peces con aflatoxicosis desarrollan diversos problemas de salud, incluyendo retraso en el crecimiento, la reducción de la eficiencia de la alimentación y el hígado, y daño renal (Lovell, 1992).
La exposición de embriones de peces a la aflatoxina B1-indujo una alta incidencia de adenomas y carcinomas hepatocelulares (IARC, 1993). Además, la carcinogénesis de la aflatoxina B1 ha sido bien estudiada en varias especies de peces, como los salmónidos, peces del orden Siluriformes, cuyo nombre común es pez gato o bagre, la tilapia (del género Oreochromis) y el guppy (Lebistes reticulatus)(Halver, 1969) (Sato et al, 1973) (Jantrarotai et al, 1990). Hasta la fecha no hay informes disponibles sobre el efecto dañino del ADN de esta toxina en una de las principales carpas indias (Labeo rohita) (Chávez et al, 1994).
Los peces son una fuente importante de alimento, cuando se expone a la aflatoxina contaminada sufren una serie de complicaciones adversas que van desde anomalías en el desarrollo reproductivo. Es importante destacar que las aflatoxinas ingeridas no se eliminan por completo de su sistema, sino que se acumulan y causan mayor amenaza no solo para ellos sino también para los consumidores de pescado. Los efectos sutiles a menudo pasan desapercibidos y en los resultados a largo plazo muestran una mayor incidencia de cáncer de hígado (Towner et al, 2003).
La inmunosupresión en los peces se eleva por el consumo de alimentos contaminados con aflatoxinas, que es muy común en muchos países tropicales (Ottinger y Kaattari, 1998). Peces conservados en condiciones de inmunosupresión pueden convertirse en altamente susceptibles a la enfermedad (Stoskopf 1993).